# برانول برونته
پاتریک برانول برونته (به انگلیسی: Patrick Branwell Brontë؛ زاده ۲۶ ژوئن ۱۸۱۷ – درگذشته ۲۴ سپتامبر ۱۸۴۸) شاعر و نقاش انگلیسی بود. او تنها پسر خانوده برونته و برادر نویسندگان شارلوت برونته ، امیلی برونته و آن برونته بود.